# Лагуна-де-лос-Трес
Лагуна-де-лос-Трес (исп. Laguna de los Tres) — горное озеро в Аргентине, расположенное близ небольшой деревушки Эль-Чалтен в провинции Санта-Крус. Лежит на высоте 1170 метров над уровнем моря.
Место популярно у туристов. К смотровой площадке, откуда обозревается лагуна на фоне горы Фицрой, ведёт тропа длиной 23,29 км.
Скалы в окрестностях озера сложены габбро-норитами и диоритами; на северном берегу отмечены гнейсы.
Первым белым человеком, посетившем озеро, был Андреас Мадсен.